# Sector secundario

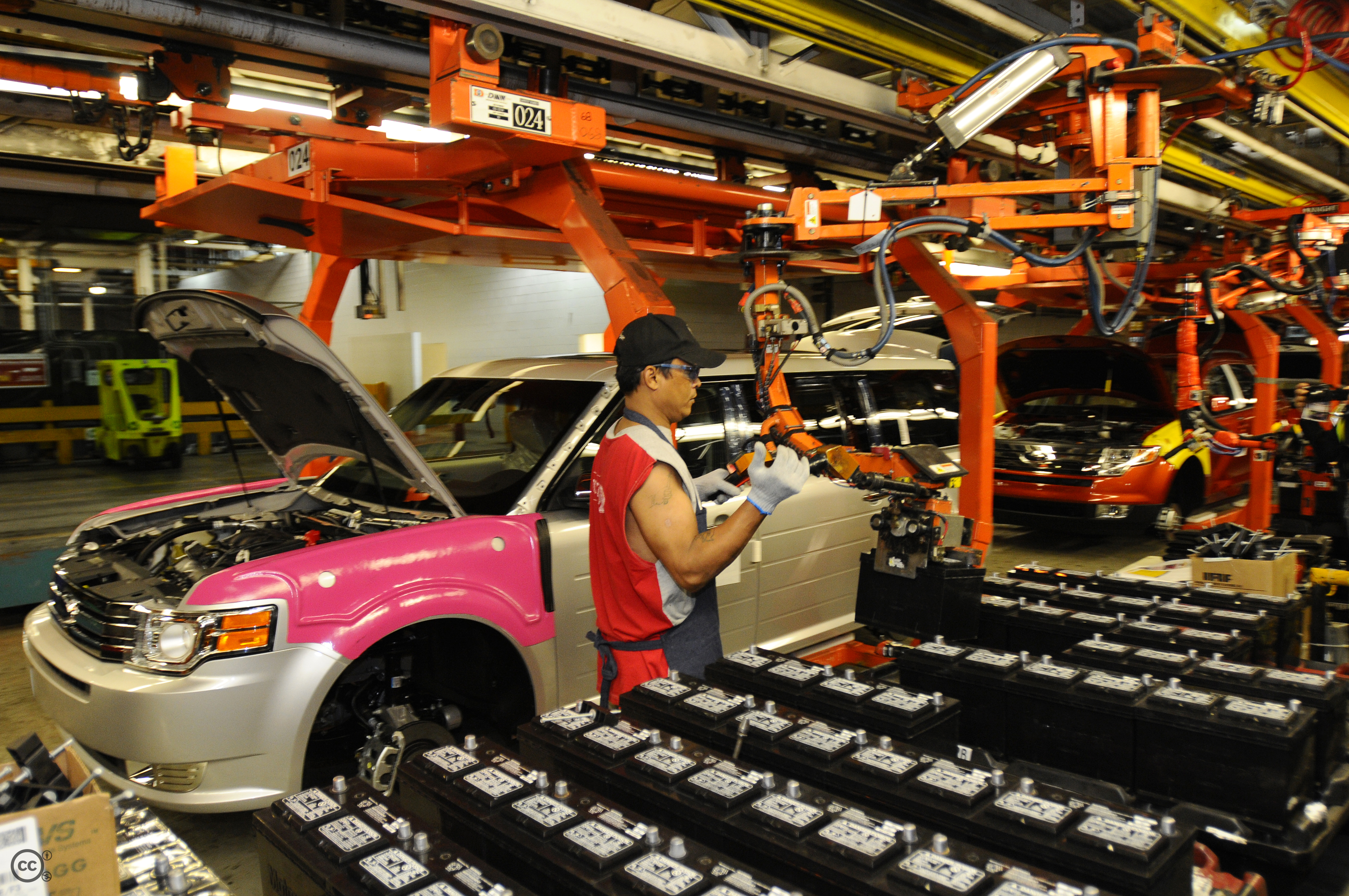
Cadena de montaje de Ford en Ontario, Canadá. La industria de automoción es una de las más lujosas representantes del sector secundario.

El sector secundario es el sector de la industria que transforma la materia prima, extraída o producida por el sector primario, en productos de consumo, o en bienes de equipo. Es decir: mientras que el sector primario se limita a obtener de manera directa los recursos de la naturaleza, el sector secundario ejecuta procedimientos industriales para transformar dichos recursos.

## Subsectores
El sector secundario comprende la artesanía, la industria, la construcción y la obtención de energía. El sector secundario de la economía está compuesto por la industria manufacturera. Esta industria toma los materiales crudos y los convierte en productos. Por ejemplo, el acero se puede usar para fabricar automóviles. Los carpinteros toman la madera y hacen casas, muebles o gabinetes. No todas las empresas manufactureras fabrican productos completos. Las empresas semimanufactureras producen partes que se usan en otros productos que requieren de muchas etapas de producción, como los automóviles.

### Artesanía
La artesanía fue el subsector secundario básico de la economía en Europa hasta la Revolución Industrial, en el siglo XIX. Esta provocó el declive de la artesanía debido al surgimiento de la producción en serie. Puede definirse como:

La Artesanía (sic) es el resultado de la creatividad y la imaginación, plasmado en un producto en cuya elaboración se ha transformado racionalmente materiales de origen natural, generalmente con procesos y técnicas manuales. Los objetos artesanales van cargados de un alto valor cultural y debido a su proceso con piezas únicas e innovadoras.
Enrico Montano

### Industria

Ciclo de vida de un producto.

La Revolución Industrial, a su vez, surgió de la transición del capitalismo comercial hacia el capitalismo industrial de la segunda mitad del siglo XVIII. En un primer momento, solo se usaban el vapor, el carbón y el hierro, pero a partir de 1860 surgió la Segunda Revolución Industrial, empleando acero, electricidad y productos químicos y, al mismo tiempo, se convirtió en capitalismo financiero. A partir de 1970 se produce la Tercera Revolución Industrial, con el desarrollo de la informática.

### Construcción
La construcción es el proceso de armado de una estructura, cuyo tamaño puede variar desde una casa hasta un rascacielos o infraestructuras como un túnel o una carretera.

### Energía
La generación de electricidad es el proceso por el cual se consigue electricidad mediante la conversión de una energía primaria. Estas energías primarias tienen como objetivo la de producir energía mecánica de rotación que, posteriormente, se transformará en energía eléctrica.
Una actividad íntimamente ligada a la producción energética es la minería. La minería se dedica a localizar, extraer y refinar las rocas y los minerales que se encuentran en el suelo y en el subsuelo, por tanto debería ser encuadrada en el sector primario y así es en lo que se refiere a la extracción de gemas o metales preciosos, pero no así cuando se trata de productos como los combustibles fósiles. Para realizar esta actividad, se requieren métodos de prospección para localizar los minerales.